# Samuel Dinsmoor
Samuel Dinsmoor, född 1 juli 1766 i Windham i Provinsen New Hampshire, död 15 mars 1835 i Keene i New Hampshire, var en amerikansk politiker. Han var ledamot av USA:s representanthus 1811–1813 och New Hampshires guvernör 1831–1834. Han var far till Samuel Dinsmoor Jr. som var guvernör där 1849–1852.
Dinsmoor utexaminerades 1789 från Dartmouth College och studerade sedan juridik. I USA:s representanthus var han demokrat-republikan.
Dinsmoor tillträdde 1831 som guvernör och efterträddes 1834 av William Badger. I guvernörsvalet 1831 kandiderade Dinsmoor för Demokratiska partiet och han omvaldes både 1832 och 1833.